# Emil Kisý
Emil Kisý (* 1933) je bývalý slovenský fotbalista, záložník.

## Fotbalová kariéra
V československé lize hrál za Slovan Nitra. Nastoupil v 90 ligových utkáních a dal 2 góly.

## Ligová bilance
| Ročník                                   | Zápasy | Góly | Klub         |
| ---------------------------------------- | ------ | ---- | ------------ |
| 1. československá fotbalová liga 1959/60 | 22     | 1    | Slovan Nitra |
| 1. československá fotbalová liga 1960/61 | 20     | 0    | Slovan Nitra |
| 1. československá fotbalová liga 1961/62 | 22     | 0    | Slovan Nitra |
| 1. československá fotbalová liga 1962/63 | 26     | 1    | Slovan Nitra |
| CELKEM                                   | 90     | 2    |              |